# Pokémon, le film : Je te choisis !
 (août 2017).
Si vous disposez d'ouvrages ou d'articles de référence ou si vous connaissez des sites web de qualité traitant du thème abordé ici, merci de compléter l'article en donnant les références utiles à sa vérifiabilité et en les liant à la section « Notes et références ».
Pokémon, le film : Je te choisis ! (劇場版ポケットモンスター キミにきめた!, Gekijō-ban Poketto Monsutā Kimi ni kimeta!) est un film d'animation japonais réalisé par Kunihiko Yuyama, sorti le 15 juillet 2017 au Japon. L'avant-première mondiale a lieu à la Japan Expo en France le 6 juillet 2017. Il est également sorti aux États-Unis le 5 novembre 2017.
Il s'agit du 20e film d'animation tiré de la franchise Pokémon et le premier de la série Soleil et Lune. L'histoire est un reboot de la saga de la ligue Indigo pour célébrer le 20e anniversaire de l'anime.
Le film est disponible sur iTunes.

## Synopsis
Il s'agit d'une réinterprétation des débuts de Sacha. Ainsi, si celui-ci choisit bien Pikachu, rencontre Ho-Oh et revit des événements connus comme sa fuite face à une horde de Piafabec, il est ici accompagné de Justine de la ville de Bonaugure et de son Pokémon Tiplouf ainsi que d'Honoré de la ville de Voilaroc et de son Lucario. Une rivalité apparaît avec Corix qui possède un Félinferno et le groupe fait également la connaissance de Bonji, un vieil homme ayant consacré sa vie à chasser Ho-Oh.
Un nouveau Pokémon mystérieux, Marshadow, fait également son apparition, suivant Sacha comme son ombre, sans que quiconque le réalise.
Avec l'épisode 2, la mère de Sacha mentionne son père pour la seconde et dernière fois.

## Distribution des voix

### Voix originales
- Rica Matsumoto  : Sacha
- Ikue Ōtani (VF : --) : Pikachu
- Unshō Ishizuka  : Professeur Chen, Félinferno
- Kaito Ishikawa : Lougaroc
- Kōichi Yamadera : Marshadow
- Megumi Hayashibara  : Jessie
- Shinichiro Miki  : James
- Inuko Inuyama : Miaouss
- Shoko Nakagawa  : Infirmière Joëlle
- Kanata Hongō : Sorrel

### Voix francophones
- Aurélien Ringelheim : Sacha
- Marie du Bled : Justine
- Antoni Lo Presti : Honoré
- Brieuc Lemaire : Corix
- Patrick Waleffe : Bonji
- Delphine Chauvier
- Fabienne Loriaux : Delia
- Élisabeth Guinand
- Helena Coppejans
- Catherine Conet : Jessie
- David Manet : James
- Philippe Tasquin
- Frédéric Clou
- Michel Hinderyckx
- Jean-Marc Delhausse
- Grégory Praet
- Pierre Bodson

- Version francophone[8] :
- Société de doublage : SDI Media Belgium
- Direction artistique : Jean-Marc Delhausse
- Adaptation : Sophie Servais
- Générique VF interprété par:
  - Xavier Wielemans (générique de début)
  - Camille De Bruyne (générique de fin)

## Développement
Le film est officiellement révélé le 15 décembre 2016 lors de l'émission Oha Suta sur TV Tokyo, présentant une bande-annonce et une affiche du film. Ceux-ci montrent Sacha et Pikachu aux côtés du légendaire pokémon Ho-Oh. Le film sera une réinterprétation de la première saison, explorant certains des points importants de la série. L'apparition de Ho-Oh dans le film sera également importante pour l'histoire du film. Une deuxième bande-annonce du film est présentée lors de l'émission Oha Suta du 1er mars, révélant des scènes retravaillées du premier épisode et le titre officiel en anglais. Elle est publiée sur la page YouTube officielle le 2 mars 2017.
Plus tard, la deuxième bande annonce officielle du film, qui présente également une nouvelle version de la chanson Mezase Pokémon Master, est diffusée le 7 avril 2017. Le 8 avril, les producteurs annoncent que le dernier Pokémon du Pokédex d'Alola, Marshadow, débutera dans le film avec plusieurs nouveaux personnages exclusifs,,,. Bien qu'il s'agisse d'un remake, le film se détournera de la saison originale sur laquelle il est basé et aura une histoire originale. Deux jours avant la sortie du film, Yoshitoshi Shinomiya, animateur sur The Garden of Sinners et Fate/stay night: Unlimited Blade Works, publie une nouvelle affiche du film.
Comme le film est confirmé pour être présenté en avant-première lors de la Japan Expo 2017, les fans américains demandent non seulement que le film soit diffusé dans les salles aux États-Unis, mais que l'actrice Veronica Taylor double de nouveau le personnage de Sacha.
Le titre du film est également une référence au premier épisode de l'anime.

## Musique
Shinji Miyazaki, qui a composé pour l'anime et collaboré avec le réalisateur Kunihiko Yuyama sur les précédents films de la franchise, compose la bande-son du film. La chanson d'ouverture est intitulée Mezase Pokémon Master -20th Anniversary- (めざせポケモンマスター -20th Anniversary-, Mezase Pokemon Masutā -20th Anniversary-, « Devenir un Maître Pokémon -20e anniversaire- »), chantée par Rica Matsumoto, tandis que la chanson de fin est intitulée Oración no Theme ~Tomoni Arukou~ (オラシオンのテーマ ～共に歩こう～, Orashion no tēma ~ tomoni arukou ~, « Thème d'Oración ~ Marchons tous ensemble ~ »), chantée par Asuca Hayashi (en).

## Sortie et promotion
L'avant-première du film a lieu en France à la Japan Expo le 6 juillet 2017 et sort officiellement dans les salles au Japon le 15 juillet. Les précommandes de billets dans des périodes de temps limité permettent aux spectateurs de recevoir un code pour obtenir l'un des six Pikachu dans les jeux vidéo Pokémon Soleil et Lune, chacun portant un des chapeaux avec la signature de Sacha dans chaque saison d'anime et un Pikashunium en cristal Z. De même, Marshadow et Ho-Oh sont distribués lors de la sortie du film au Japon.
Des produits dérivés (figurines, peluches, etc) en relation avec le film sont également commercialisés. Bandai sortira officiellement une boîte de bonbons en forme de Pokéball en version premium et normale pour coïncider avec la sortie du film,. Le premier lot sera commercialisé en août 2017, tandis que le second sortira en septembre 2017, les précommandes ayant commencé le 23 avril 2017,. Bandai sort également des figurines de Sacha et de la Team Rocket en juillet 2017, tandis que Good Smile Company annonce la sortie d'une figurine Nendoroid de Sacha pour décembre 2017,.

## Réception
Les plus anciens fans de l'anime expriment des critiques négatives sur le film sur les réseaux sociaux en raison de l'exclusion d'Ondine et Pierre en faveur de deux nouveaux compagnons. Lors de la première projection du film à la Japan Expo, la plupart des personnages principaux des six premières séries sont relégués à de simples apparitions, ce qui provoque également des critiques majeures des premiers fans.
Malgré cela, les critiques du film sont pour la plupart positives. Callum May de Anime News Network considère le film comme un « film Pokémon classique pour les fans de Pokémon classiques » et que « tandis qu'il présente de nouveaux Pokémon de Soleil et Lune comme Lougaroc et Félinferno, beaucoup d'histoires et de références provenant de la série d'il y a 20 ans réapparaissent dans des rencontres émotionnellement émouvantes ». Le film est également apprécié pour son scénario plus fort que les autres films de la franchise, mais souvent critiqué sur les personnalités d'Honoré et Justine, les considérant « plus comme des spectateurs de l'histoire et les tentatives de leur créer des histoires secondaires ne sont pas construites du tout ».
Le film fonctionne très bien au box-office japonais, gagnant la première place (en nombre de spectateurs mais pas en revenus) et dépassant plus de 516 millions de yens (4,61 millions $) de recettes en deux jours, concurrençant le film Gintama lors de sa première.